# Крошнозерское сельское поселение
Крошнозе́рское сельское поселение — муниципальное образование в составе Пряжинского национального муниципального района Республики Карелия Российской Федерации. Административный центр — посёлок Крошнозеро.

## История
Крошнозерское сельское поселение правопреемник Крошнозерского общества — сельского общества, входившего в состав Ведлозерской волости Олонецкого уезда Олонецкой губернии.

## Население
| 2009 | 2010 | 2012 | 2013 | 2014 | 2015 | 2016 |
| ---- | ---- | ---- | ---- | ---- | ---- | ---- |
| 503  | ↘415 | ↘410 | ↘385 | ↘380 | ↘361 | ↘351 |
| 2017 | 2018 | 2019 | 2020 | 2021 | 2023 |      |
| ↘338 | ↘332 | ↘324 | ↘311 | ↗371 | ↗374 |      |

## Населённые пункты
В сельское поселение входят 6 населённых пунктов:
| № | Населённый пункт | Тип населённого пункта | Население |
| - | ---------------- | ---------------------- | --------- |
| 1 | Гонганалица      | деревня                | →13       |
| 2 | Ёршнаволок       | деревня                | ↗10       |
| 3 | Каскеснаволок    | деревня                | ↗33       |
| 4 | Коккойла         | деревня                | →2        |
| 5 | Котчура          | деревня                | ↘8        |
| 6 | Крошнозеро       | село                   | ↘319      |